# Vespidae
Los véspidos (Vespidae) son una familia de insectos himenópteros apócritos, cosmopolita y diversa (alrededor de 5000 especies) que incluye a casi todas las avispas eusociales conocidas, así como muchas avispas solitarias. Se distinguen de otras familias cercanas, a veces también denominadas de manera genérica avispas, porque pliegan las alas en reposo. Las patas son de largo normal, no tan largas como las de la familia Pompilidae.

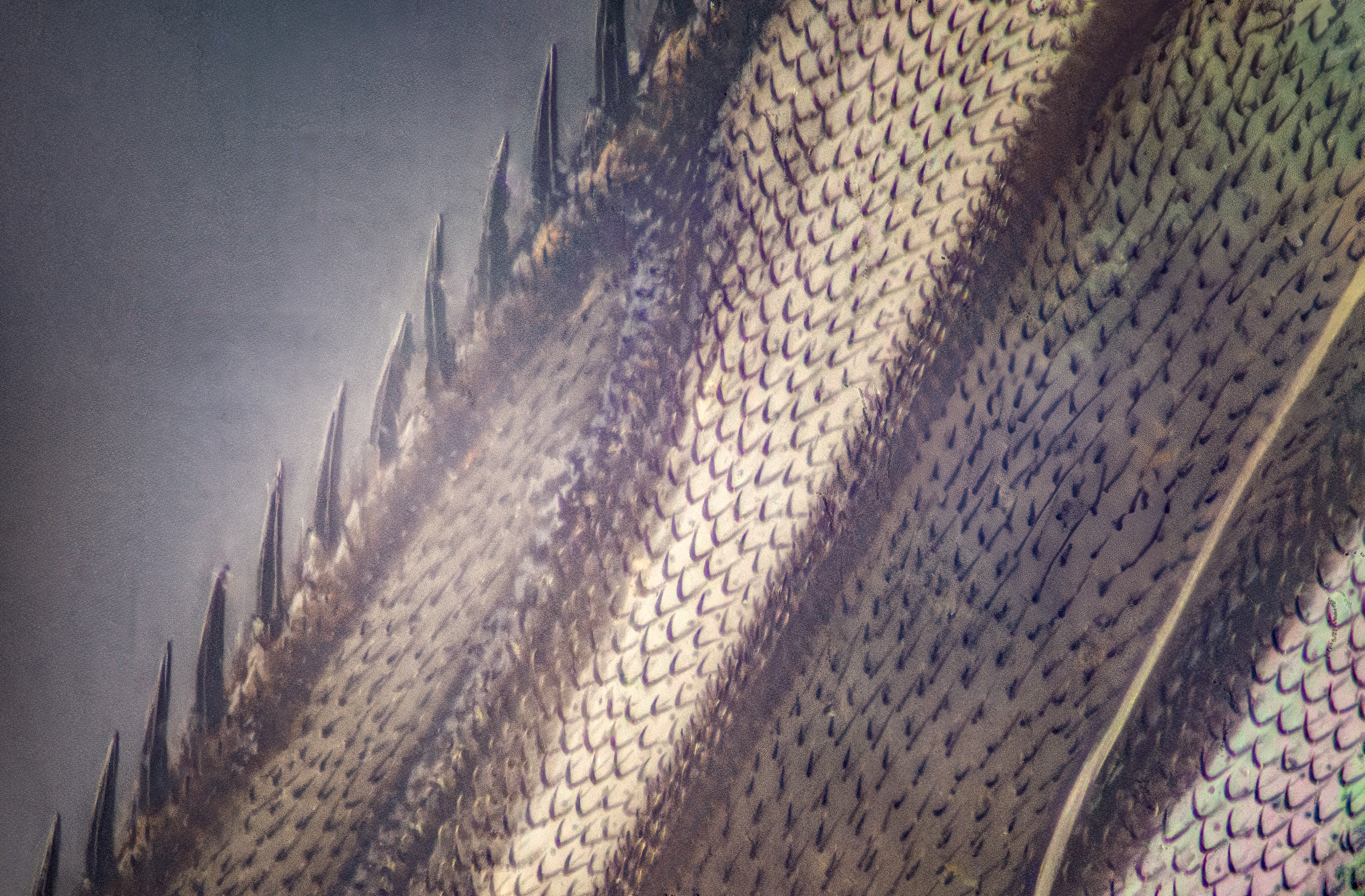
Borde de ala de avispa

Muchas especies visitan flores y acarrean polen contribuyendo así a la polinización de ciertas plantas, otras son útiles como depredadores de insectos, muchos de los cuales son considerados dañinos.
Los nidos de muchas especies (especialmente solitarias) están hechos de barro, pero la gran mayoría de los Vespinae, Stenogastrinae y Polistinae (grupos sociales) utiliza fibras vegetales masticadas para formar una especie de papel. Dentro de la subfamilia Vespinae, las del género Vespula hacen sus nidos en el suelo, las Dolichovespula los hacen en ramas de árboles, etc., las del género Vespa tienden a hacerlos en huecos de troncos de árboles, o de paredes o techos de habitaciones humanas.
En la actualidad esta familia se subdivide en seis subfamilias aparentemente monofiléticas. Las subfamilias Polistinae y Vespinae contienen solamente especies eusociales, mientras que Eumeninae, Euparagiinae y Masarinae son todas solitarias; Stenogastrinae contiene una variedad de formas desde solitarias a sociales.

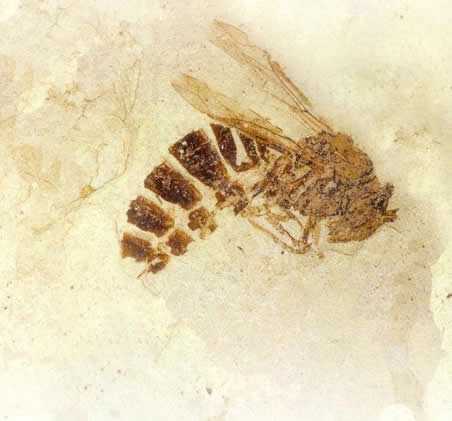
Palaeovespa florissantia, fósil del Eoceno tardío

La Euparagiinae, que hoy muestra una distribución restringida, se encontraba muy difundida en el Cretácico. El patrón biogeográfico de la Masarinae, por su parte, corresponde a las primeras fases del rompimiento de Gondwana, cuando Sudamérica, África y Australia formaban un solo supercontinente. Se piensa que las avispas eusociales (Stenogastrinae, Polistinae, Vespinae) pudieron haber surgido cuando la fragmentación de Gondwana estaba ya muy avanzada.
En las subfamilias Polistinae y Vespinae los adultos mastican la presa previamente a suministrarla a las larvas. A su vez las larvas producen un líquido claro, rico en proteínas que los adultos consumen. La concentración exacta de aminoácidos es variable pero se considera que proporciona una parte considerable del alimento de los adultos.

## Imágenes

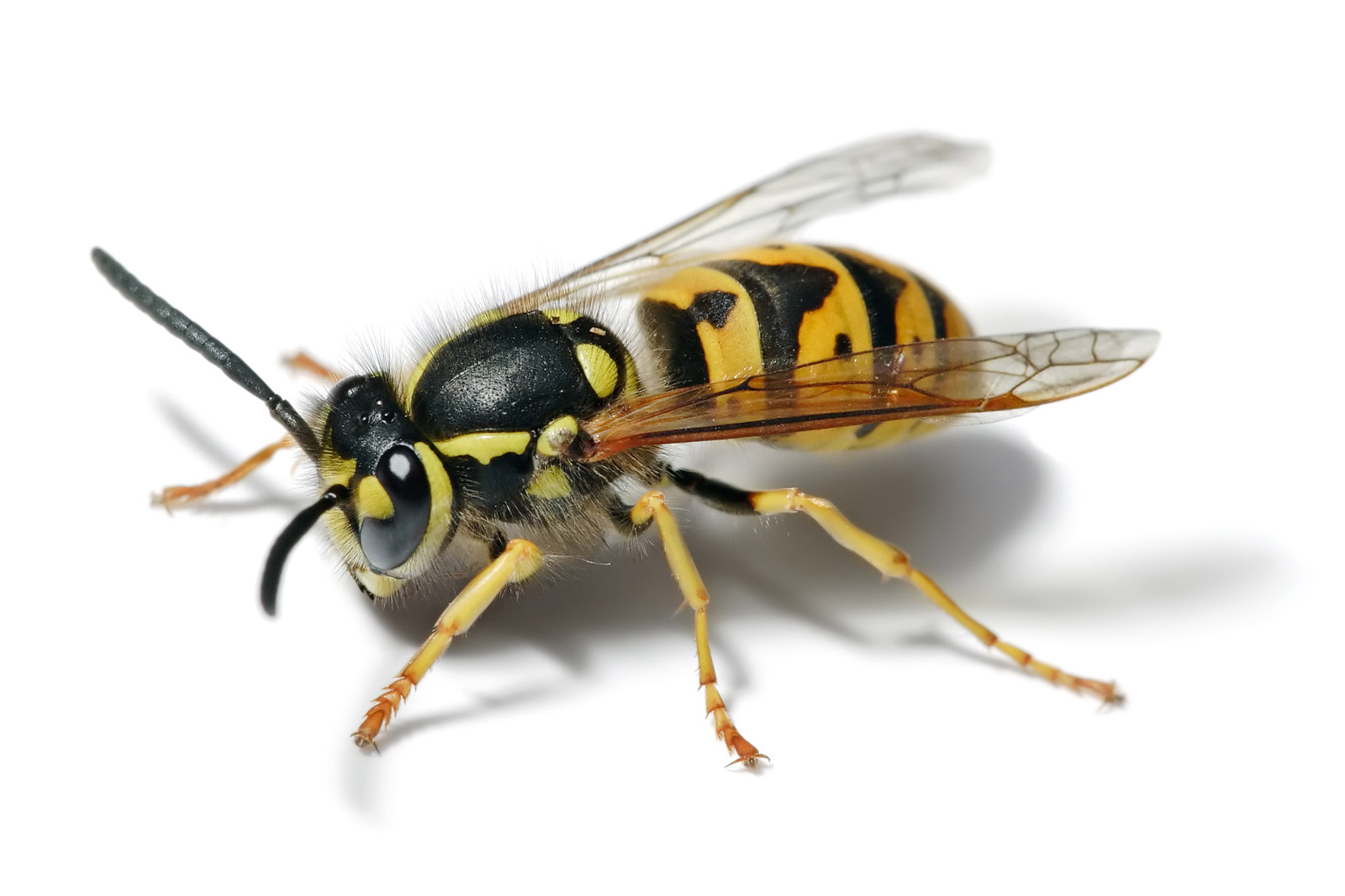
Avispa europea (Vespula germanica)
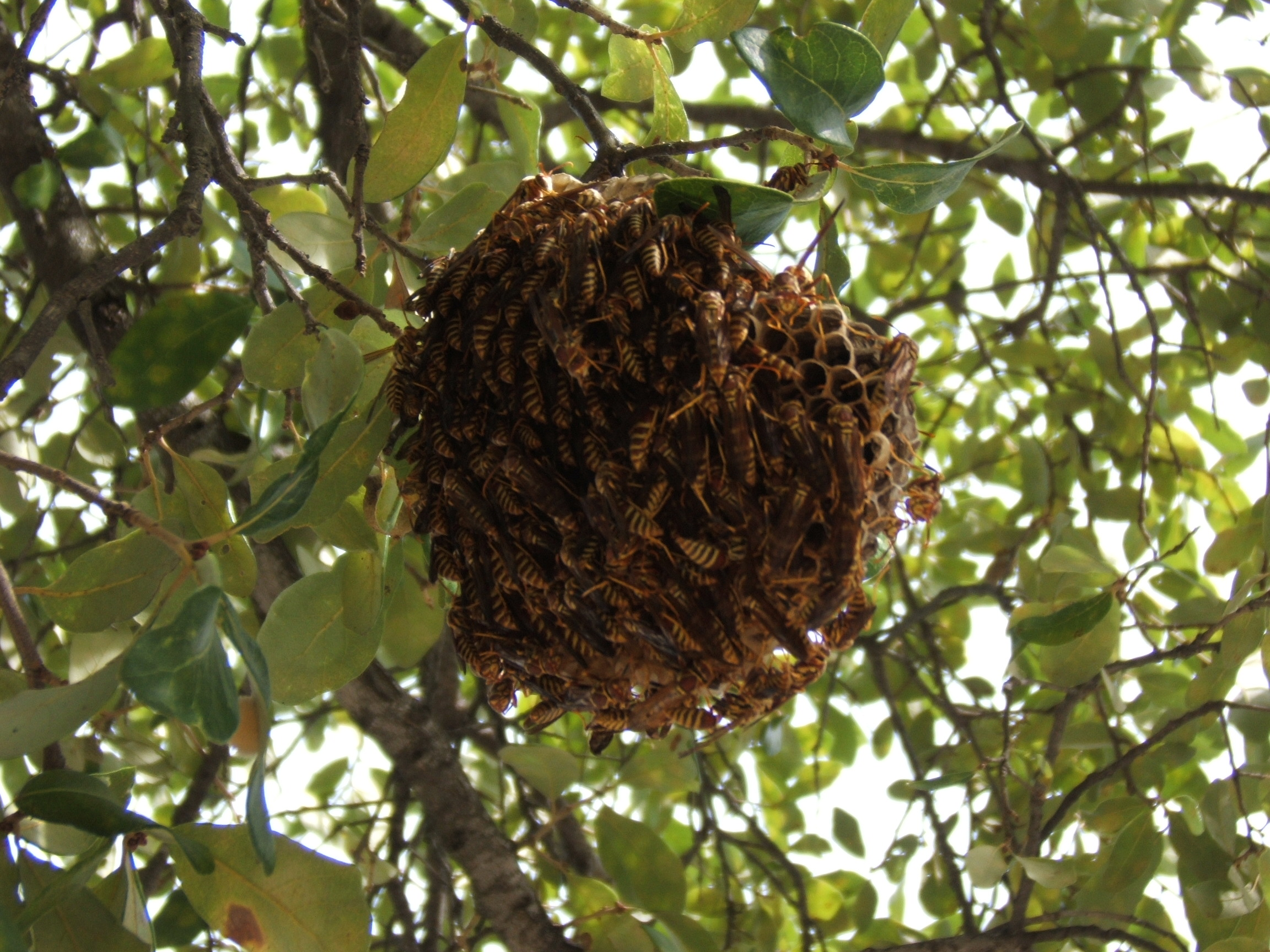
Nido de Polistes sp.
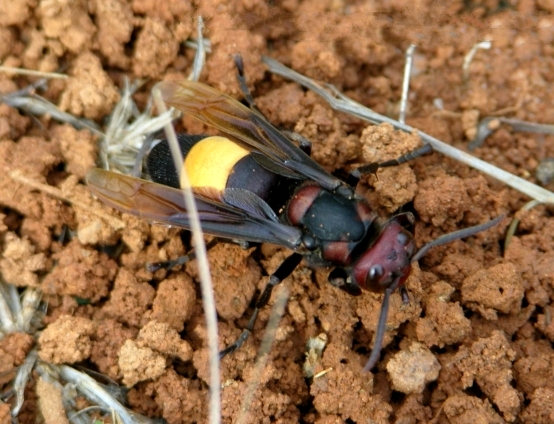
Vespa tropica de la India
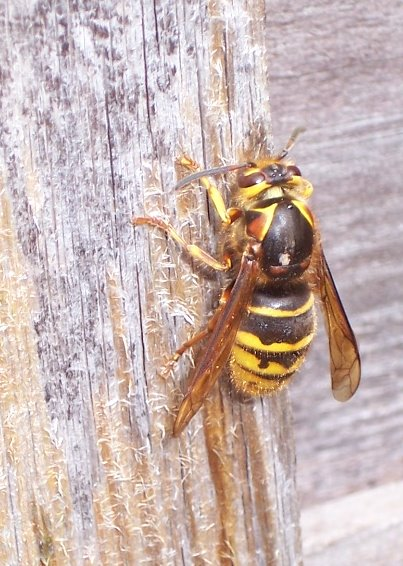
Dolichovespula media raspando madera de una cerca para obtener fibras para construir el nido
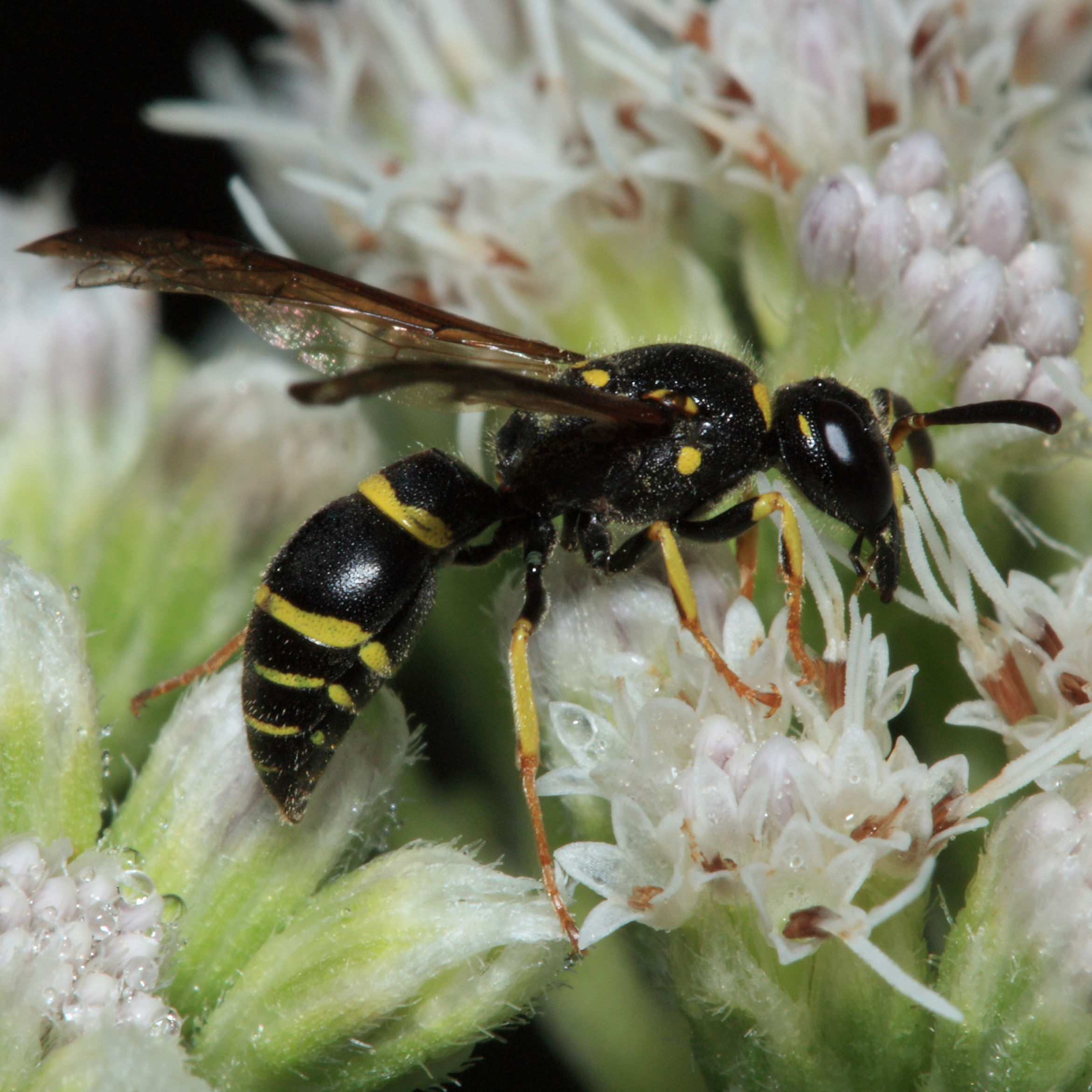
Ancistrocerus sp.
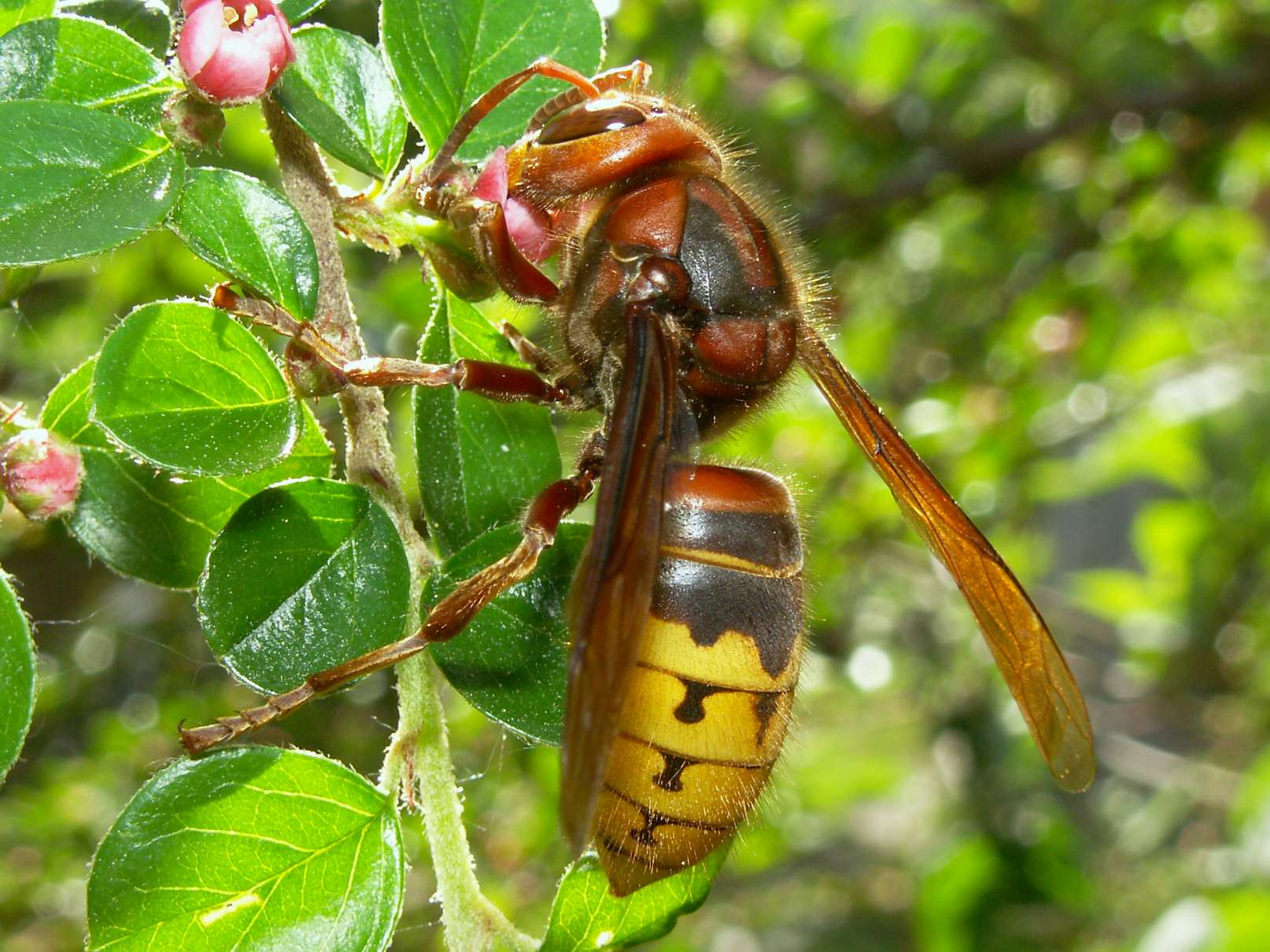
Vespa crabro
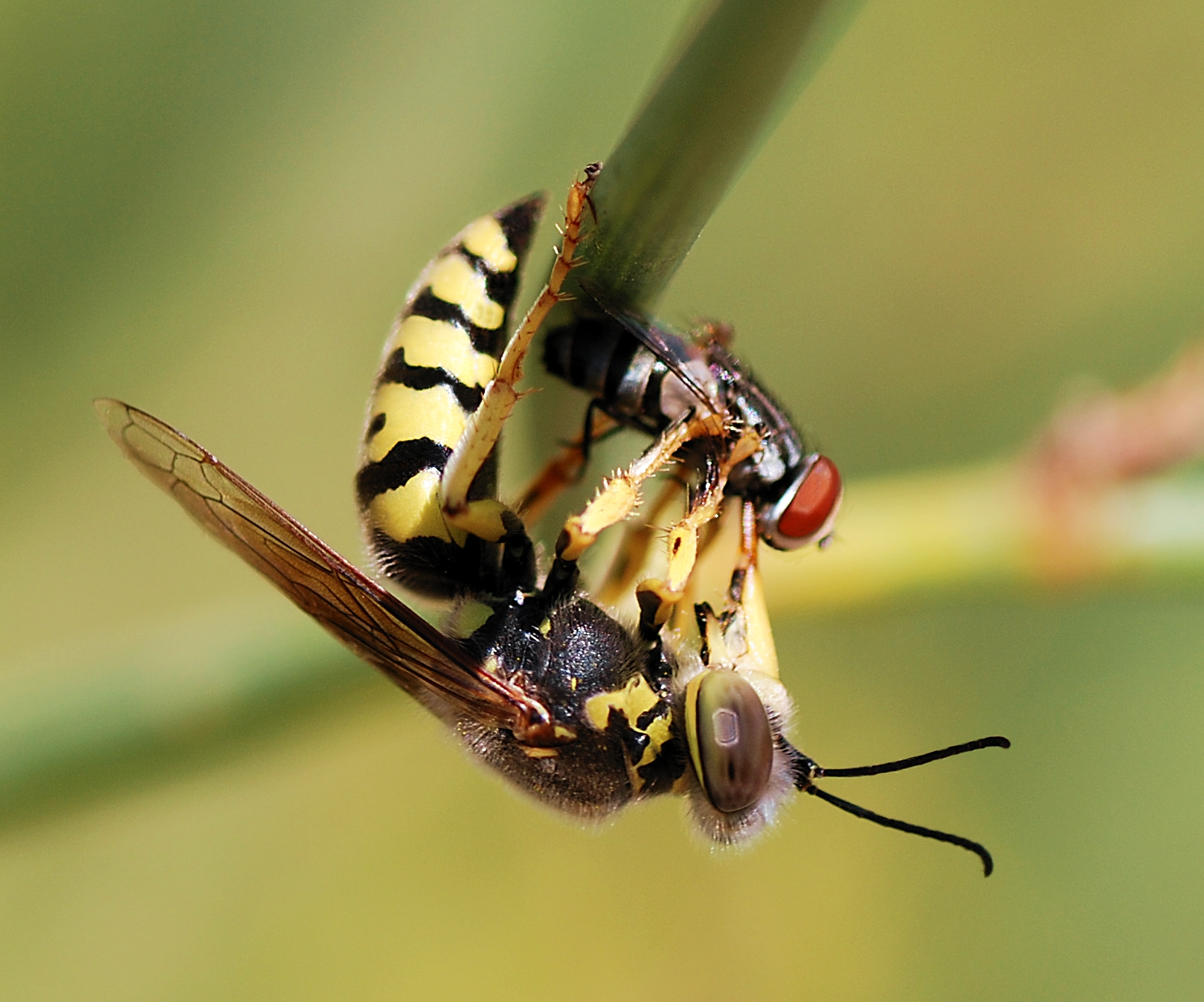
Bembix
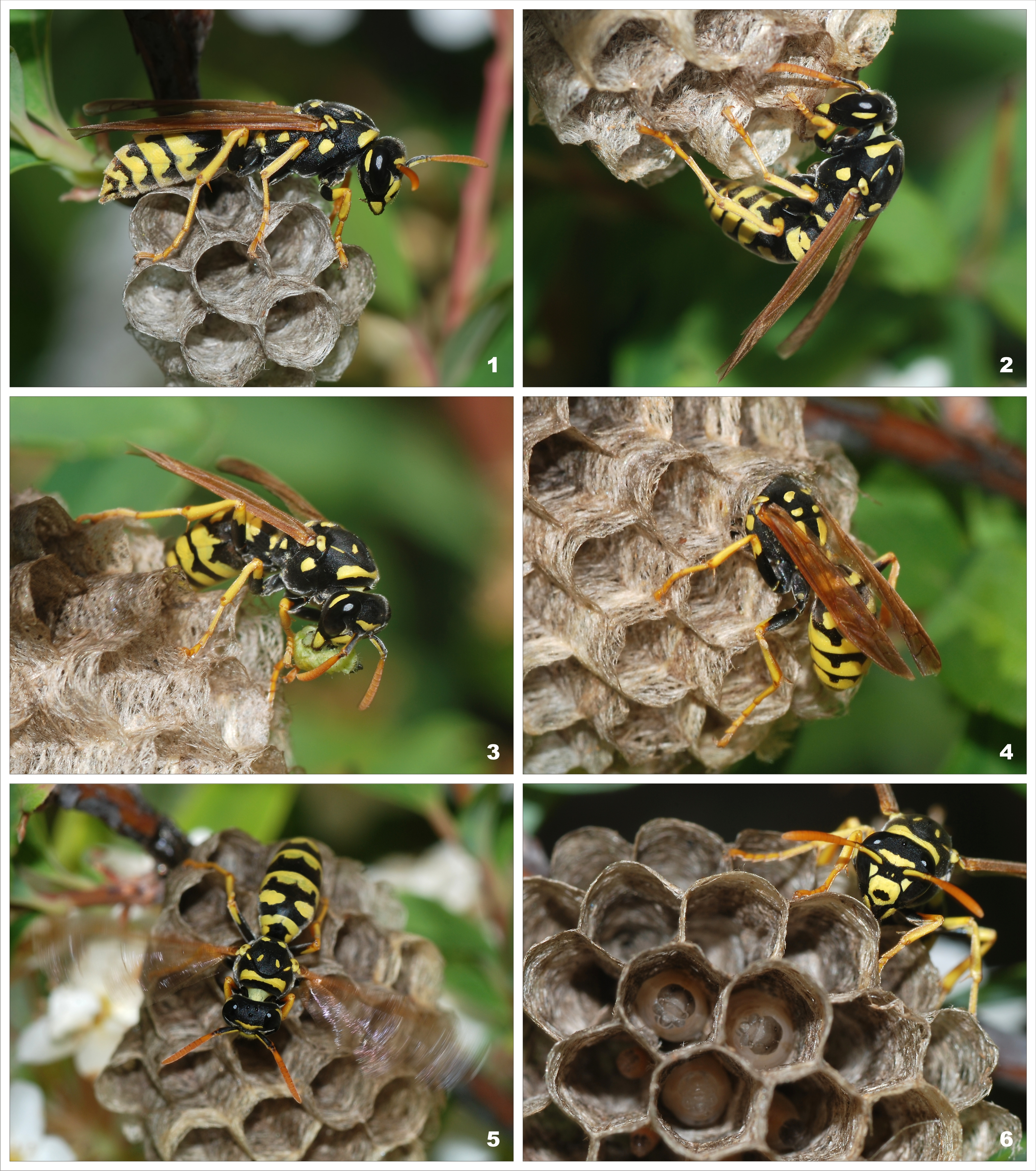
Construcción de un nido de Polistes dominula